# またたびの詩
『またたびの詩』は、1978年6月25日に発売された橋幸夫のオリジナルアルバム。LP（SJX-20067）とカセットテープ（VCH-1559）の2形式で発売された。

## 概要
- 前年の「股旅グラフィティ」で作詞阿久悠、作曲吉田正の作品を発表した橋幸夫は、阿久悠と本格的なオリジナルアルバム制作に取り組み、ニュー股旅をコンセプトに、全編阿久悠作詞、作曲は6名の著名な作家により2曲ずつの競作構成で「橋幸夫オリジナル'78」を副題として制作、発売された。
- 橋は「このLPは阿久さんの熱意に引っ張られるように、私も相当に力を入れて取り組みました....昔のLPとは全然違う創り方でした」と述べている[2]。
- 阿久は　「（潮来笠から）十八年後、ぼくは、橋幸夫のアルバムの企画を依傾され、しかも、股旅物はどうかといわれて頭を抱え込んだ。....それでぼくは、架空も架空、大ウソのSF股旅をメインに書くことを条件にして、かなり現代的な旅ガラス物を十二篇書いたのである。....それもこれも、昭和53年（1978）に旅ガラスが登場する理由を、懸命に探していたということである」[3]と回想している。
- 本アルバムから「股旅'78」（SV-6415）、「またたびの詩」（SV-6532）など4曲がシングルカットされた。

## 収録曲
A面
1. 股旅'78
作詞：阿久悠、作曲：井上忠夫、編曲：高田弘
2. つっぱり
作詞：阿久悠、作曲：三木たかし、編曲：馬飼野俊一
3. 春夏秋冬わたり烏
作詞：阿久悠、作曲：吉田正、編曲：竜崎孝路
4. 宿場
作詞：阿久悠、作曲：森田公一、編曲：竜崎孝路
5. 風に吹かれて
作詞：阿久悠、作曲：川口真、編曲：高田弘
6. またたびの詩
作詞：阿久悠、作曲：中村泰士、編曲：馬飼野俊一

B面
1. 街道
作詞：阿久悠、作曲：吉田正、編曲：竜崎孝路
2. おーい空よ
作詞：阿久悠、作曲：中村泰士、編曲：馬飼野俊一
3. 木枯し海峡
作詞：阿久悠、作曲：三木たかし、編曲：馬飼野俊一
4. 大活劇
作詞：阿久悠、作曲：森田公一、編曲：竜崎孝路
5. 狼のブルース
作詞：阿久悠、作曲：川口真、編曲：高田弘
6. さすらいびとの数え唄
作詞：阿久悠、作曲：井上忠夫、編曲：高田弘